# Belagerung von Petra (550–551)
Die Belagerung von Petra durch das Oströmische Reich begann 550 und endete im März oder April 551 mit dem Abriss der Festung Petra in Lasika.

## Quelle
Prokopios von Caesarea hat die erbitterte Belagerung ausführlich beschrieben. Als Belagerungsbeschreibung in seinen Perserkriegen ist diese Beschreibung einzigartig: der Gott spielt hier keine Rolle, der Fokus liegt auf der Rolle von Intelligenz, Innovation, Technologie und Heldentum.

## Hintergrund
Vor 535 gründete Ioannes Tzibos, magister militum per Armeniam (Oberbefehlshaber der oströmischen Nordostgrenze) des Kaisers Justinian I., die Festung Petra und monopolisierte den Handel im Königreich Lasika. 541 eroberten der Lasenkönig Gubazes II. und der persische Großkönig Chosrau I. Petra. 549 belagerte der neue oströmische magister militum per Armeniam Dagisthaeus Petra, aber die Armee des persischen Generals Mihr-Mihroe schlug ihn zurück. Bald darauf wurde Dagisthaeus abberufen und durch Bessas ersetzt.

## Die Belagerung

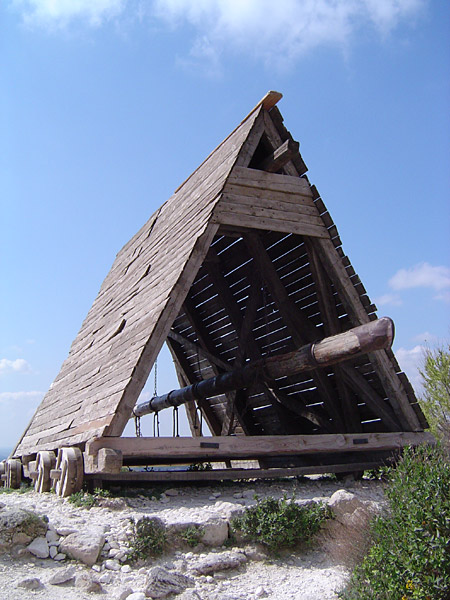
Oströmische/persische Rammböcke waren auf Rädern, gepanzert und schwer, daher war eine Verwendung auf extremen Hanglagen nicht machbar. Die sabirische Variante war einfacher.

Ein Minenkrieg war (ursprünglich) ineffektiv. Aufgrund der extremen Hanglage war es nicht machbar, einen typischen römischen Rammbock zu verwenden. Manche sabirische Adelige bemerkten zufällig das Problem und empfahlen eine einfache sabirische Variante, die effektiver war. Die Perser benutzten eine Blide, um eine Art von Brandwaffe aus Schwefel, Pech und Naphtha („Öl Medeas“) zu werfen. Bald wurde ein Teil der Festungsmauern geschleift. Bessas und seine Soldaten benutzten Leitern zweimal, um die Mauer zu ersteigen. Ein erbitterter Kampf wurde geschlagen.
Ein zweiter Teil der Mauer wurde inzwischen durch die früher Minenkrieg geschleift. Bald fing die Blide zufällig Feuer und dadurch wurde die Moral der Perser erschüttert, die Festung fiel darauf schließlich an die Oströmer. 500 der Perser zogen sich für das letzte Gefecht in die Zitadelle zurück, die Bessas nach erfolglosen Verhandlungsversuchen in Brand steckte.

## Folgen
Im Frühjahr 551 eilte der persische General Mihr-Mihroe mit seiner persischen Kavallerie, dailamitischer Infanterie und acht Kriegselefanten zurück, um die Festung erneut zu entsetzen, doch bevor er dies tun konnte, fiel Petra an Bessas, der die Stadtmauern schleifen ließ. Daher wandte er sich der lasischen Hauptstadt Archäopolis zu und eroberte dabei die Festungen von Sarapanis und Skanda. Er belagerte Archäopolis, aber seine Angriffe wurden zurückgeschlagen.